# 鉱床
鉱床（こうしょう、deposit、ore deposit、mineral deposit）とは、資源として利用できる元素や石油・天然ガスなどが濃縮している場所で、採掘して採算が取れるものを指す。

## 分類
鉱物の鉱床には色々な分類法がある。
- 正マグマ鉱床
- ペグマタイト鉱床
- 気成鉱床
- 熱水鉱床
  - 海底熱水鉱床
- 黒鉱鉱床
- 斑岩銅鉱床
- 接触交代鉱床（スカルン鉱床）
- 層状含銅硫化鉄鉱床（キースラガー）
- 浅砂鉱床